# Monoculodes coecus
Monoculodes coecus is een vlokreeftensoort uit de familie van de Oedicerotidae. De wetenschappelijke naam van de soort is voor het eerst geldig gepubliceerd in 1946 door Gurjanova.